# 130 Pułk Artylerii Przeciwlotniczej
130 Pułk Artylerii Przeciwlotniczej (130 paplot) – oddział artylerii przeciwlotniczej Ludowego Wojska Polskiego.
Na podstawie rozkazu Nr 0056/Org. Ministra Obrony Narodowej z dnia 30 marca 1949 roku 11 Dywizja Piechoty została przeformowana w 11 Zmotoryzowaną Dywizję Piechoty. W składzie dywizji planowano sformować 15 Dywizjon Artylerii Przeciwlotniczej (JW 4148). Pododdział miał być zorganizowany w Żaganiu, według etatu Nr 5/50 o stanie 351 wojskowych. Do połowy 1950 roku proces formowania dywizjonu nie został rozpoczęty.
Na podstawie rozkazu Nr 0055/Org. Ministra Obrony Narodowej z dnia 12 czerwca 1950 roku 11 Zmotoryzowana Dywizja Piechoty została przeformowana w 11 Dywizję Zmechanizowaną. W składzie dywizji został sformowany 15 Dywizjon Artylerii Przeciwlotniczej (JW 4148). Pododdział został zorganizowany w Żaganiu, w koszarach przy ulicy Dworcowej, według etatu Nr 5/72 o stanie 346 wojskowych i 6 pracowników kontraktowych. Proces formowania dywizjonu miał być zakończony do dnia 1 października 1950 roku.
Na podstawie rozkazu Nr 0056/Org. Ministra Obrony Narodowej z dnia 19 września 1955 roku na bazie 15 daplot został sformowany 130 Pułk Artylerii Przeciwlotniczej (JW 4148). Pułk został zorganizowany w terminie do dnia 20 grudnia 1955 roku, według etatu Nr 5/169 o stanie 426 wojskowych i 12 pracowników kontraktowych. Na stanowisko dowódcy pułku został wyznaczony kapitan Michał Humenny.
Na podstawie rozkazu Nr 0025/Org. Ministra Obrony Narodowej z dnia 2 kwietnia 1957 roku 130 paplot został rozformowany w terminie do dnia 15 sierpnia 1957 roku. W skład 11 DZ został włączony 19 Dywizjon Artylerii Przeciwlotniczej w Zgorzelcu.